# Хувхойтун
Хувхойту́н (Хувхо́й) — вулкан, расположенный в центральной части полуострова Камчатка. Один из вулканов Срединного хребта.
Хувхой является одним из самых высоких вулканов Срединного хребта — его высота составляет 2618 метров, относительная — около 2000 м. Он находится на водоразделе между верховьями рек Мутная и Правая Начики. Вулкан относится к щитовым вулканам, диаметр его основания составляет около 16 километров. Западная часть вулкана в значительной степени перекрыта лавовыми потоками вулканов Новограбленова и Атласова. Площадь вулкана (видимая) — около 80 км². Объем изверженного материала — 60 км³. Щитовая постройка вулкана формировалась в раннем и позднем плейстоцене.